# Viracocha

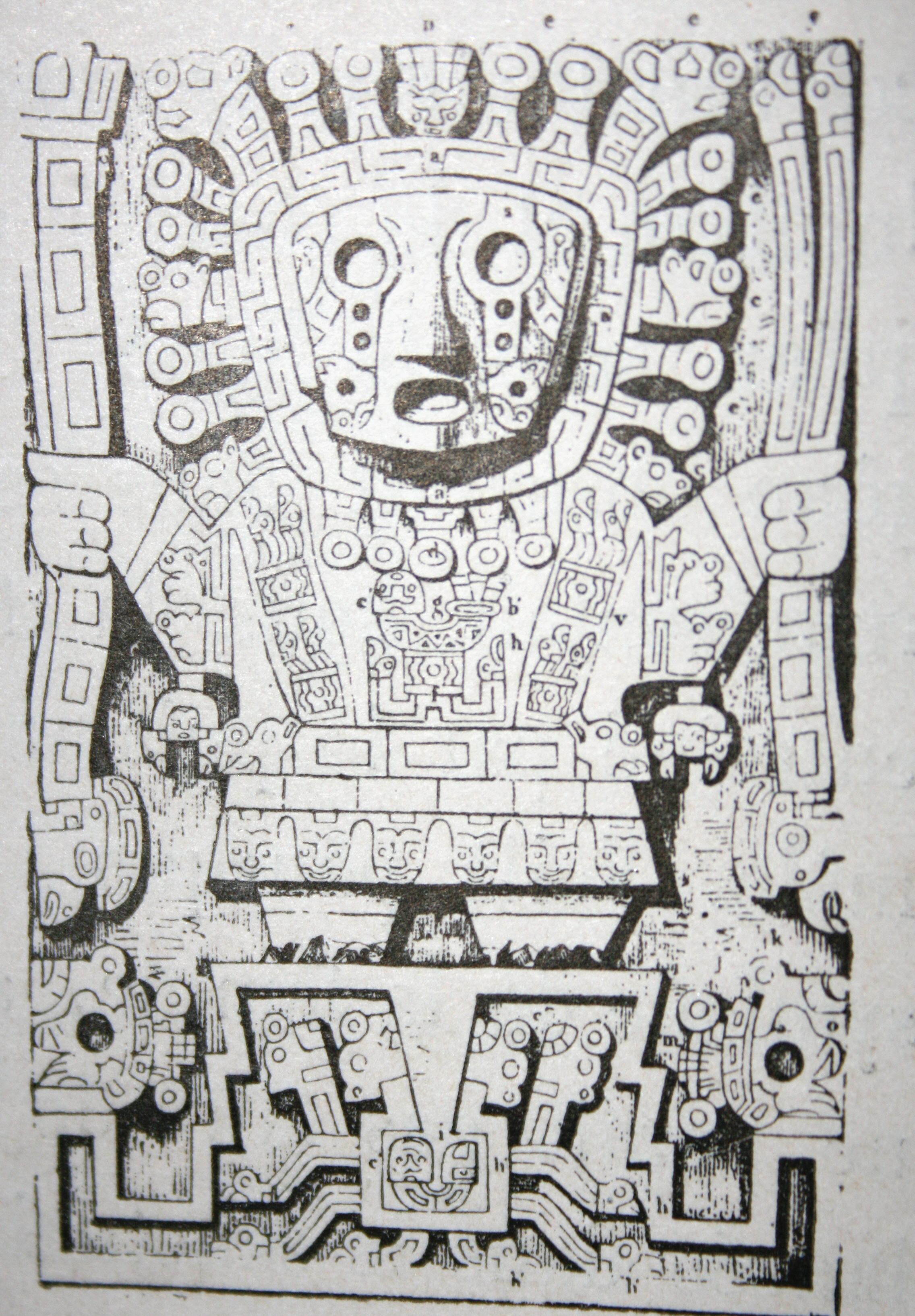
Viracocha

Viracocha este cel mai vechi și cel mai mare dintre zeii incași. S-a născut în apele lacului Titicaca și se poartă ca un demiurg, creând lumea, oamenii, soarele și luna.

## Controversa privind „Zeul Alb”
Cronicarii spanioli din secolul al XVI-lea au susținut că atunci când conchistadorii conduși de Francisco Pizarro s-au întâlnit prima dată cu incașii au fost considerați zei, numiți „Viracochas”, deoarece pielea lor mai albă semăna cu cea a zeului lor Viracocha. Această informație a fost prima oară prezentată de către Pedro Cieza de León (1553) și mai târziu de Pedro Sarmiento de Gamboa. Informații similare ale cronicarilor spanioli (ca de exemplu Juan de Betanzos) îl descriu pe Viracocha tot ca pe un „Zeu Alb”, adesea cu barbă. Cu toate acestea, Viracocha nu apare a fi de culoare albă în legendele autentice native incașe și, prin urmare, savanții moderni consideră că povestea cu „Zeul Alb” este doar o invenție care a apărut după cucerirea spaniolă a imperiului incaș. 

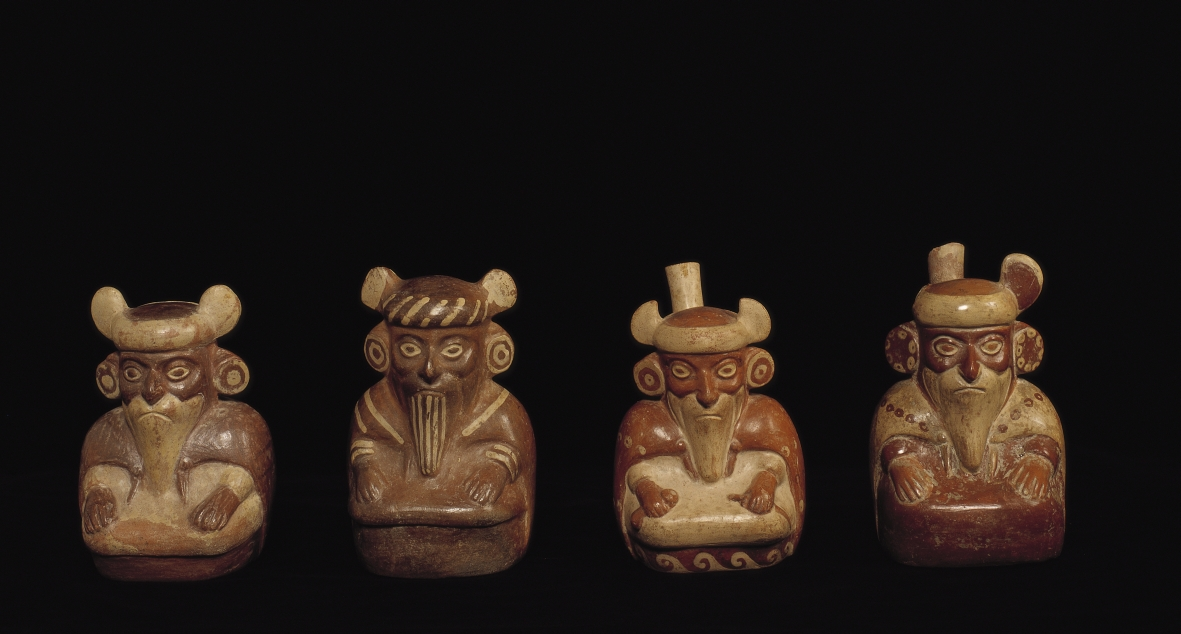
Vase din ceramică Moche ce prezintă bărbaţi cu barbă